# 石町時の鐘
石町時の鐘（こくちょうときのかね）は、東京都中央区に鐘が現存している時の鐘であり、鐘が東京都指定文化財である。また、本石町時の鐘ともいう。

## 歴史

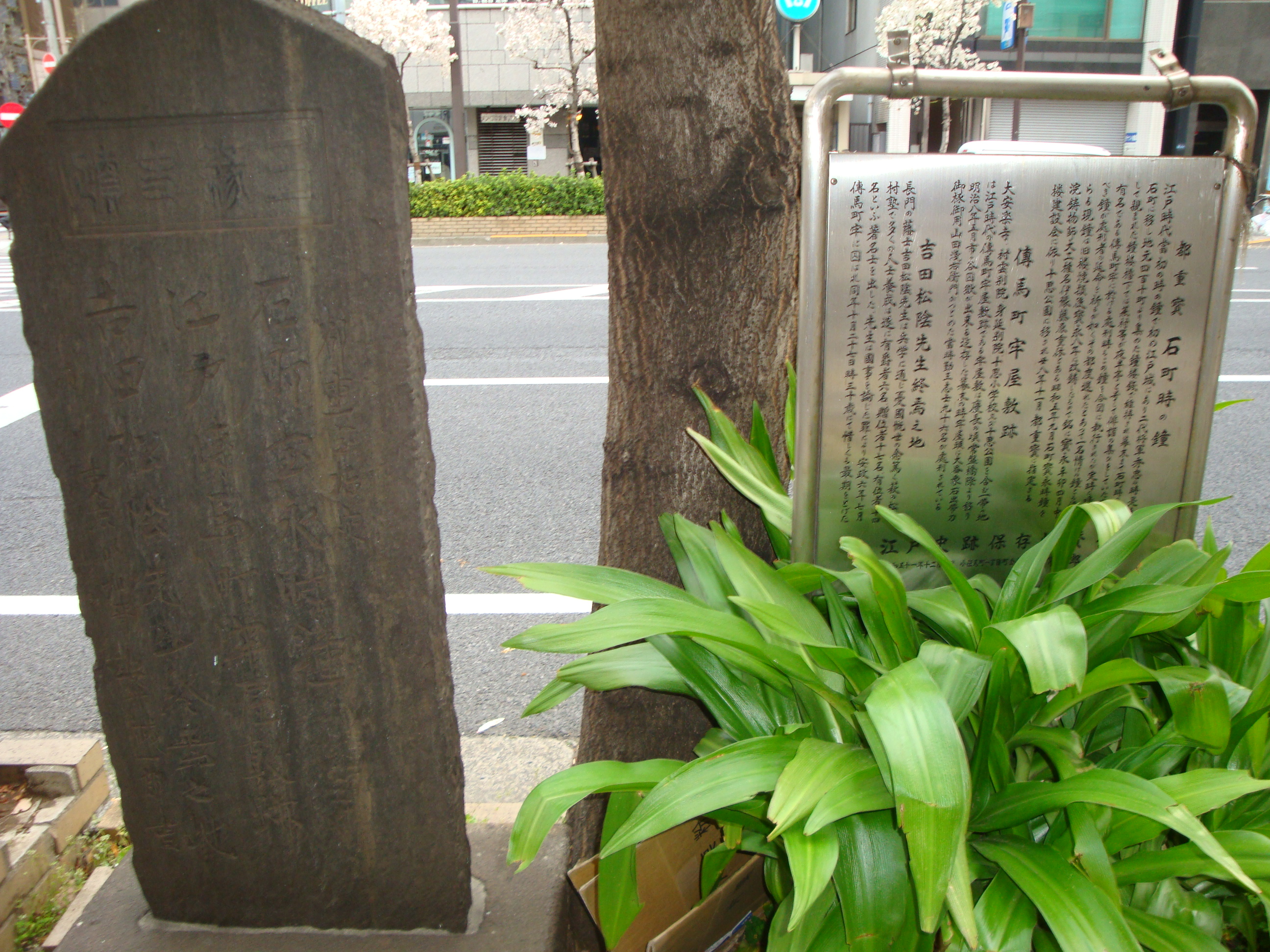
時の鐘の説明石碑

江戸時代、徳川秀忠の頃、時の鐘は江戸城西の丸に置かれていた。鐘楼堂が御座所に近く差し障りがあったため、1626年に時の鐘を辻源七が本石町三丁目（今の日本橋本町四丁目）に移して鐘楼堂を建て、城内の時報には太鼓を使うことになった。なお、江戸幕府が認めた時の鐘は他にも合わせて全部で9か所あった。
1710年に起こった火災で鐘楼などが焼失し、現在の時の鐘は1711年に作られた物である。高さは1.7メートルで口径は93cmである。また時の鐘は寺社の鐘と違い、公費で運営していたので、時の鐘が聞こえる約四百町（初めは三百町ほど）の範囲から鐘撞き料（町人は間口一間につき四文）を徴収していた。鐘を鳴らす基準となる時間は、江戸城からの太鼓の音を基準にしていた。また、与謝蕪村は時の鐘の近くに住んでいた。明治4年9月、時の鐘は廃止され、1930年（昭和5年）に鐘が十思公園に移される。その後1953年に東京都指定文化財に指定された。現在の鐘楼は鉄筋コンクリート造りである。また、現在は大晦日のみ鐘が撞かれている。

## 時の鐘を読んだ川柳
- 「石町は江戸を寝せたり起こしたり」 - 江戸時代の時間感覚は、時の鐘を参考にしていた。
- 「石町の鐘はオランダまで聞こえ」 - 時の鐘の近くに長崎屋（オランダ商館の使節が滞在した）があったから